# 自分泌信號傳送
自分泌信號傳送(autocrine signaling)是細胞信號傳送的一種形式，其中細胞分泌一種激素或化學信使（稱為自分泌藥劑），該激素或化學信使與同一細胞上的自分泌受體結合，從而導致細胞發生變化。這可以與旁分泌信號傳導，內分泌信號傳導或經典內分泌信號傳導形成對比。